# Koenraad II de Grijze
Koenraad II de Grijze (circa 1340 - Trebnitz, 10 juni 1403) was vanaf 1366 hertog van Oels, Cosel en de helft van Bytom en vanaf 1394 hertog van Steinau. Hij behoorde tot de Silezische tak van het huis Piasten.

## Levensloop
Koenraad II was de enige zoon van hertog Koenraad I van Oels en diens tweede echtgenote Euphemia, dochter van hertog Wladislaus van Bytom. 
Na de dood van zijn vader in 1366 erfde hij de hertogdommen Oels en Cosel en de helft van het hertogdom Bytom. In 1377 stelde hij zijn zoon Koenraad III de Oude aan als medeheerser van deze hertogdommen.
Tijdens zijn regering breidde Koenraad II zijn domeinen verder uit. Zo verwierf hij in 1370 de stad Gleiwitz en in 1379 de stad en het district Kanth. Ook kreeg hij in 1385 van de hertogen van Troppau de steden Hultschin, Kranowitz en Zuckmantel, wegens de schulden die deze hertogen bij Koenraad II hadden. In 1394 kreeg hij bovendien de helft van het hertogdom Steinau van hertog Hendrik VII Rumpold van Glogau, die ook heel wat schulden bij Koenraad II had. Na de dood van diens broer Hendrik VIII de Huismus, die op zijn beurt ook schulden bij Koenraad had, erfde hij in 1397 de andere helft van het hertogdom Steinau.
In 1403 overleed hij, waarna zijn zoon Koenraad III de volledige soevereiniteit over het hertogdom Oels kreeg.

## Huwelijk en nakomelingen
Op 23 februari 1354 huwde Koenraad II met Agnes (1338-1371), dochter van hertog Casimir I van Teschen. Ze kregen een zoon:
- Koenraad III de Oude (1359-1412), hertog van Oels